# Lithobius sakayorii
Lithobius sakayorii är en mångfotingart som först beskrevs av S. Ishii 1990.  Lithobius sakayorii ingår i släktet Lithobius och familjen stenkrypare. Inga underarter finns listade i Catalogue of Life.